# Mänkeri

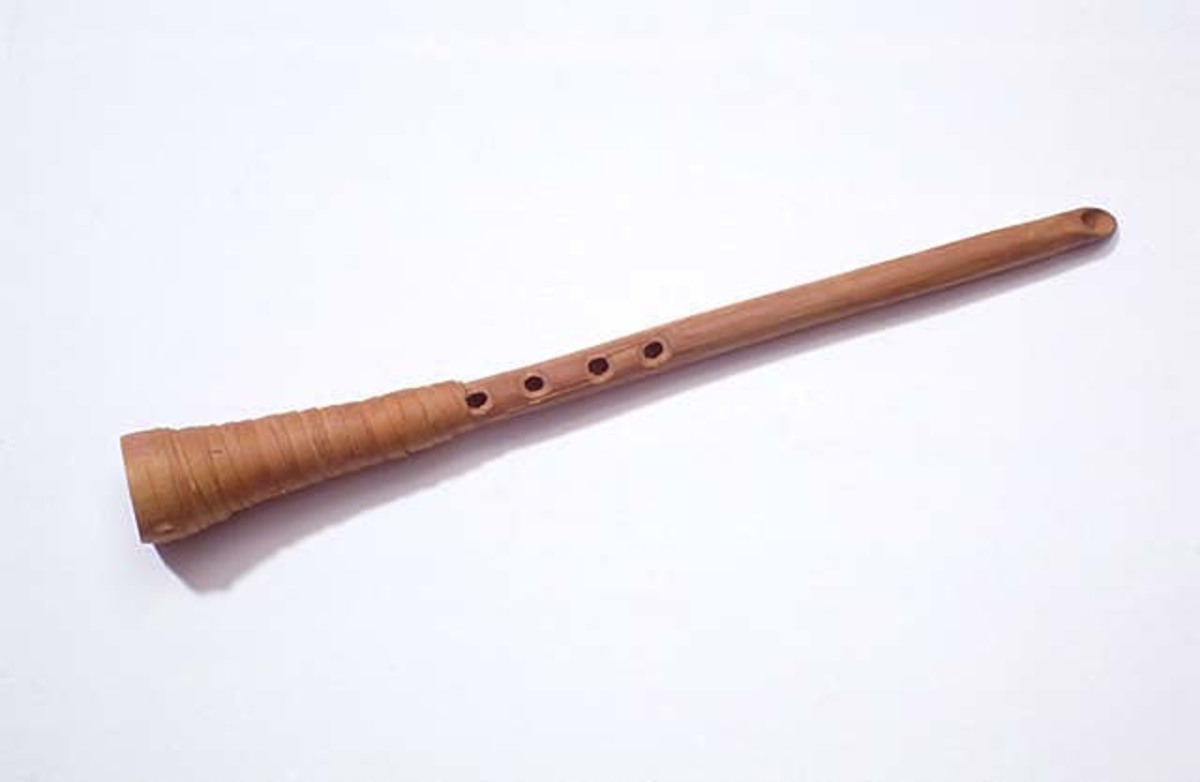
Mänkeri.

Mänkeri ist ein traditionelles Einfachrohrblattinstrument mit einer zylindrischen Röhre und einem heteroglotten Rohrblatt in Finnland. Die mänkeri wurde bis Anfang des 20. Jahrhunderts vor allem im Südwesten Finnlands (und in Estland) gespielt. In den 1980er Jahren wurde sie von Pekka Westerholm nach erhaltenen Exemplaren rekonstruiert.
Das Melodierohr des Instruments besteht aus einem zylindrisch ausgebohrten oder ausgehöhlten Stück Kiefernholz (auch aus Knochen). Der Ton wird von einem Rohrblatt erzeugt, das aus einem Streifen Wacholderholz hergestellt wird und auf das angeschrägte obere Ende des Schallrohrs gebunden wird. Am unteren Ende kann ein Schalltrichter befestigt werden, der aus Birkenrinde gewickelt oder aus Wacholder gefertigt ist. Das Instrument hatte ursprünglich meist 3–5 Grifflöcher, auch Formen ohne Grifflöcher sind belegt. In späterer Zeit konnten auch mehr Grifflöcher angebracht werden, um den Tonumfang zu erweitern. Die Gesamtlänge des Instruments variiert zwischen 10 und 30 Zentimetern.
Der Name lässt sich im Finnischen als „Kiefernflöte“ deuten. Zur Herkunft des Instruments ist wenig bekannt. Vermutlich entstand die mänkeri bei Hirten als Signalinstrument, um wilde Tiere abzuschrecken und zur Unterhaltung.
Die mänkeri ist instrumentenkundlich mit dem Chalumeau und somit mit der Klarinette verwandt. Sie hat einen charakteristischen intensiven Klang. Verwandte Instrumente sind unter anderem die szałamaja in Polen, die skalmeye in Dänemark und die birbynė in Litauen. Die liru in Ostfinnland mit heteroglottem Rohrblatt besitzt ein konisches Melodierohr.
Nach dem Instrument wurde die finnische Band The World Mänkeri Orchestra benannt.